# Oriolus crassirostris
Oriolus crassirostris е вид птица от семейство Oriolidae. Видът е световно застрашен, със статут Уязвим.

## Разпространение
Разпространен е в Сао Томе и Принсипи.